# Ray Gillis Williston
Pour les articles homonymes, voir Williston.
Ray Gillis Williston (17 janvier 1914-7 décembre 2006) est un homme politique canadien de la Colombie-Britannique. Il est député provincial créditiste de la circonscription britanno-colombienne de Fort George de 1953 à 1972.
Il est ministre dans le cabinet du premier ministre W. A. C. Bennett au poste de ministre de l'Éducation de 1954 à 1956 et ministre des Terres, Forêts et Ressources hydriques de 1956 à 1972.

## Biographie
Né à Victoria en Colombie-Britannique, Williston étudie à l'Université de la Colombie-Britannique et à l'École normale de Victoria. Pendant la Seconde Guerre mondiale, il sert dans l'Aviation royale canadienne. Après le conflit, il est directeur d'école et inspecteur scolaire dans la région de Prince George / Peace River de 1945 à 1953.
Il représente la province lors des négociations du Traité du fleuve Columbia avec le gouvernement des États-Unis en 1961.
Après sa retraite de la vie politique, il devient directeur-général de la New Brunswick Forest Authority, ainsi que président de la British Columbia Cellulose Company. Il travaille aussi comme consultant pour l'Agence canadienne de développement international et pour l'Organisation des Nations unies pour l'alimentation et l'agriculture.
Quelques années après le décès de sa première épouse, il marrie Eileen, la veuve d'un ami. Eileen, avec l'auteure Betty Keller (en), contribue au livre Forests, Power and Policy: The Legacy of Ray Williston, publié en 1997  (ISBN 0-920576-69-9).
Williston meurt à la St. Mary's Hospital à Sechelt en décembre 2006 à l'âge de 92 ans,.

## Hommage
Le lac Williston, réservoir au nord de la province et nommé en son honneur.